# 欧罗巴欧洲之翼航空
欧罗巴欧洲之翼航空（Eurowings Europe）是一个注册在奥地利的廉价航空公司，属于汉莎航空子公司。

## 历史
欧罗巴欧洲之翼航空于2016年6月开始正式运营。截止2017年3月，欧罗巴欧洲之翼航空共有萨尔茨堡和维也纳两个运营基地。欧罗巴欧洲之翼航空有用7架空中客车A320，由于该公司属于欧洲之翼航空，故其企业形象和欧洲之翼航空完全一致。

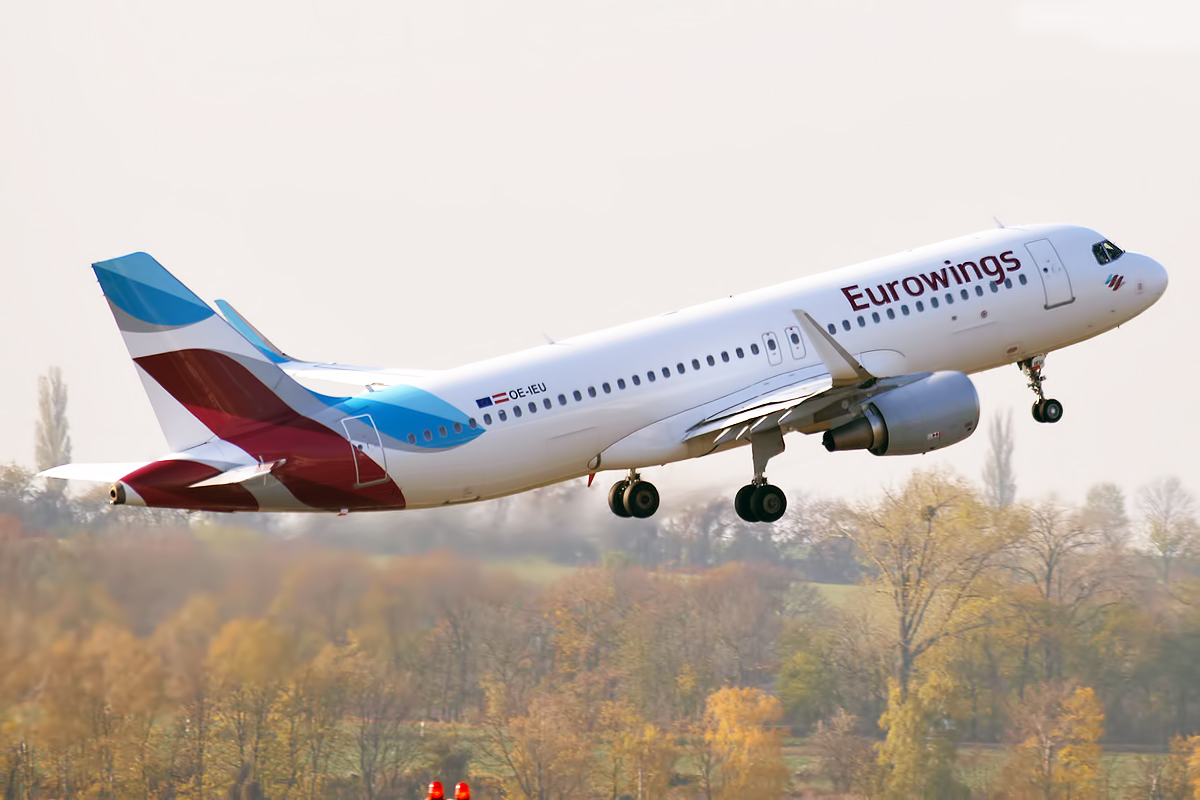
一架欧罗巴欧洲之翼航空的空中客车A320飞机